# Peter von Hofmann
 Peter Freiherr von Hofmann  est un militaire Generalleutnant austro-hongrois durant la Première Guerre mondiale.

## Biographie
Son père était l'officier dans l'armée. Il rejoint le lycée militaire et après l'Académie militaire Maria Theresa de Vienne. Il est diplômé en 1884 et devient lieutenant. De 1892 il est nommé capitaine. Le 1er novembre 1898 il est promu major. En 1902 il est nommé lieutenant-colonel. En novembre 1905 il est nommé colonel. En 1908 il sert au ministère de la guerre. En 1911 il est nommé major général. En 1913 il commande le 6e corps d'armée à Lemberg.
Durant la Première Guerre mondiale en 1914 il participe au Front de l'Est (Première Guerre mondiale). En 1916 il participe à Offensive Broussilov. Il participe à la Bataille de Zwinin . En février 1918 il est nommé général d'infanterie et commande le 25e corps d'armée.
Il quitte l'armée après la grande guerre. Il décède à Vienne le 8 mai 1923.